# Wu Assassins
Wu Assassins is een Amerikaanse televisieserie met bovennatuurlijke actie, ontwikkeld door John Wirth en Tony Krantz. De serie ging op 8 augustus 2019 in première op Netflix.
In februari 2021 werd een op zichzelf staande film aangekondigd met de titel Fistful of Vengeance. De film vervolgt het verhaal vanaf het einde van het eerste seizoen. Het werd uitgebracht op 17 februari 2022.

## Verhaal
Kai Jin, een jonge chef-kok uit Chinatown in het huidige San Francisco, raakt verstrikt in de zoektocht van de Chinese triade naar een dodelijke oude kracht die bekend staat als Wu Xing. Nadat hij een mystieke geest heeft ontmoet, wordt Kai met tegenzin de Wu Assassin door zijn verbeterde vechtsportvaardigheden te gebruiken om de bovennatuurlijke krachten te herstellen van vijf moderne schurken die dreigen ze te gebruiken om de wereld te vernietigen.

## Rolverdeling
| Acteur           | Personage            |
| ---------------- | -------------------- |
| Iko Uwais        | Kai Jin              |
| Byron Mann       | Uncle Six            |
| Li Jun Li        | Jenny Wah            |
| Celia Au         | Ying Ying            |
| Lewis Tan        | Lu Xin Lee           |
| Lawrence Kao     | Tommy Wah            |
| Tommy Flanagan   | Alec McCullough      |
| Katheryn Winnick | Christine "CG" Gavin |
| Tzi Ma           | Mr. Young            |

## Afleveringen
| Afl. | Titel                | Regie            | Scenario                       | Originele releasedatum |
| 1    | "Drunken Watermelon" | Stephen Fung     | John Wirth                     | 8 augustus 2019        |
| 2    | "Misspent Youth"     | Stephen Fung     | Cameron Litvack                | 8 augustus 2019        |
| 3    | "Fire Chicken"       | Roel Reiné       | Yalun Tu                       | 8 augustus 2019        |
| 4    | "A Twisting Snake"   | Roel Reiné       | David Simkins                  | 8 augustus 2019        |
| 5    | "Codladh Sámh"       | Toa Fraser       | Julie Benson & Shawna Benson   | 8 augustus 2019        |
| 6    | "Gu Assassins"       | Toa Fraser       | Cameron Litvack & John Wirth   | 8 augustus 2019        |
| 7    | "Legacy"             | Katheryn Winnick | David Simkins & Yalun Tu       | 8 augustus 2019        |
| 8    | "Ladies' Night"      | Tony Krantz      | Julie Benson & Shawna Benson   | 8 augustus 2019        |
| 9    | "Paths: Part 1"      | Michael Nankin   | David Simkins & Yalun Tu       | 8 augustus 2019        |
| 10   | "Paths: Part 2"      | Michael Nankin   | Cameron Litvack & Jessica Chou | 8 augustus 2019        |

## Productie
Op 29 juni 2018 werd aangekondigd dat Netflix een eerste seizoen van tien afleveringen van de serie bestelde. John Wirth is de co-creator, uitvoerend producent en co-schrijver. Andere uitvoerende producenten zijn onder meer mede-maker Tony Krantz, Chad Oakes van Nomadic Pictures en Mike Frislev. Stephen Fung regisseert de eerste twee afleveringen en Krantz zal er nog een regisseren.
Naast het spelen van de hoofdrol is Iko Uwais ook producer, hoofdkrijgskunstenaar, vechtchoreograaf en stuntcoördinator. De opname vonden plaats in Vancouver, Canada, van 8 augustus 2018 tot 20 november 2018.

## Prijzen en nominaties
De belangrijkste:
| Jaar | Prijs                   | Categorie                                | Genomineerde(n)                          | Uitslag     |
| ---- | ----------------------- | ---------------------------------------- | ---------------------------------------- | ----------- |
| 2019 | IGN Summer Movie Awards | Beste tv-actieserie                      | Beste tv-actieserie                      | Genomineerd |
| 2020 | Leo Awards              | Beste stuntcoördinatie in een dramaserie | Kimani Ray Smith & Daniel Joseph Rizzuto | Genomineerd |